# Forskningsstationen Charles Rabot

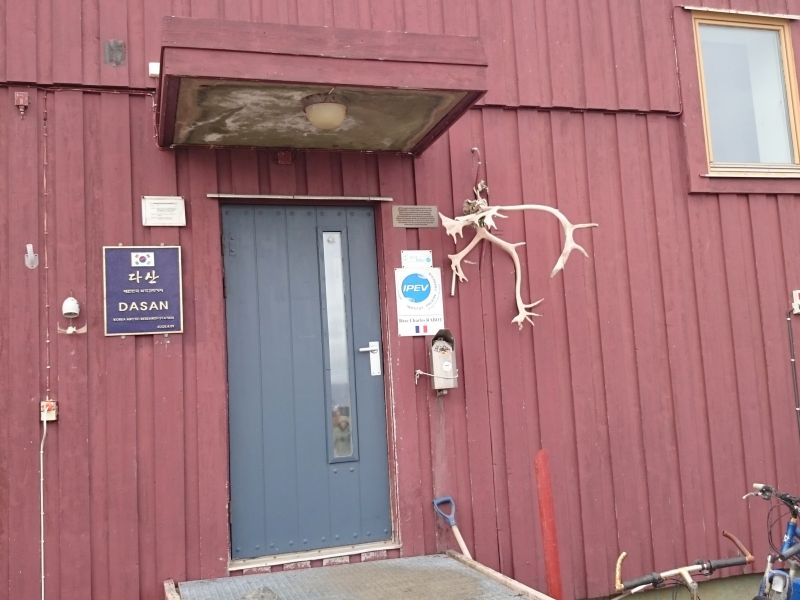
Entrén till Forskningsstationen Charles Rabot och den sydkoreanska Forskningsstationen DASAN

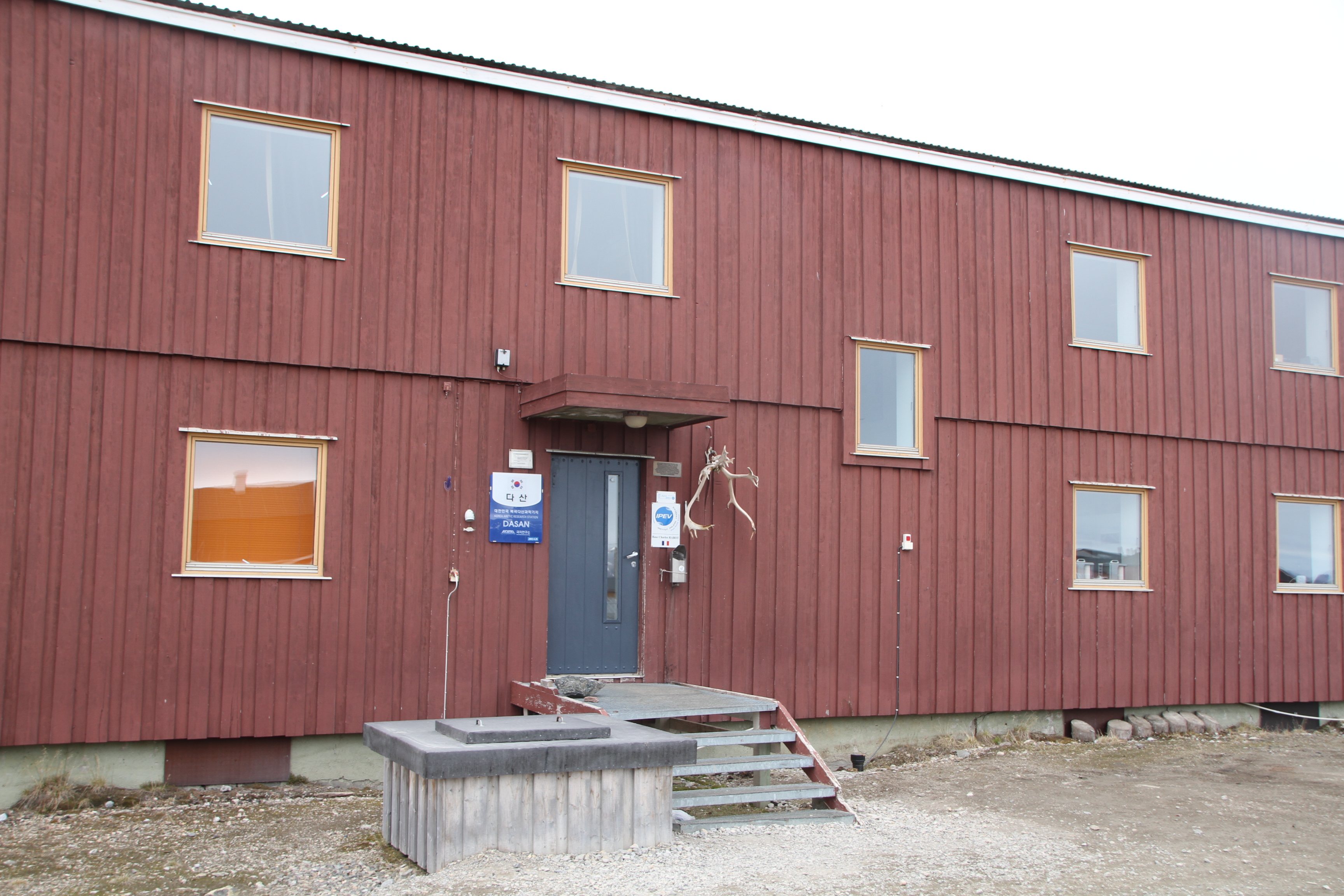
Forskningsstationen Charles Rabot

Forskningsstationen Charles Rabot är en fransk polarforskningsstation i Ny-Ålesund i Svalbard.
Forskningsstationen Charles Rabot inrättades 1999 av Institut polaire français Paul-Émile Victor (IPEV) i Plouzané i Bretagne. Den har sedan starten främst varit inriktad på forskning om atmosfären och på livsvetenskap. Den har sitt namn efter den franske geografen och bergsbestigaren Charles Rabot, som bland annat var den förste som besteg Kebnekaises sydtopp 1883 från Tjäktjavagge via en väg över det som sedermera benämnts Rabots glaciär.
Institut polaire français Paul-Émile Victor driver också den sommartid bemannade Forskningsstationen Jean Corbel på Brøggerhalvön fem kilometer sydost om Ny-Ålesund. 
År 2003 slog Alfred Wegenerinstitutet och Institut polaire français Paul-Émile Victor ihop sina funktioner för logistik och administration i Ny-Ålesund och bildade den gemensamma Forskningsstationen AWIPEV. Denna har en åretruntbemanning i Ny-Ålesund på tre personer och den tysk-franska  forskningsmiljön är den största av de utländska forskningsmiljöerna där.